# Yehuda Grünfeld
Yehuda Grünfeld (hebräisch יהודה גרינפלד; * 28. Februar 1956 in Dzierżoniów) ist ein gehörloser israelischer Schachspieler.

## Leben und Karriere
Grünfeld begann im Alter von fünf Jahren mit dem Schachspiel. Er war von den späten 1970er bis in die 1990er Jahre der dominierende Spieler seines Landes und tritt – wie auch zahlreiche andere gehörlose Spieler – sowohl bei regulären Turnieren als auch bei speziellen Wettkämpfen für Menschen mit Behinderung an.
Seine internationale Karriere begann er 1974, als er zur Junioreneuropameisterschaft in Groningen reiste. Er spielte auch im Qualifikationszyklus zur Schachweltmeisterschaft, wobei er 1979 in Riga und 1987 in Zagreb das Interzonenturnier erreichte. 1980 und 1989 trat Grünfeld bei den Mannschaftseuropameisterschaften an. Einen seiner größten Erfolge feierte er 1984 mit dem Sieg bei den Dortmunder Schachtagen, als er mit 7½ Punkten aus elf Partien vor András Adorján und Alonso Zapata gewann. Zwei Jahre später erreichte er 1986 mit Rang 42 seine beste Platzierung in der FIDE-Weltrangliste. Grünfeld gewann 1982 und 1990 die israelische Meisterschaft. Im Jahr 1978 wurde er von der FIDE zum Internationalen Meister ernannt, zwei Jahre später zum Großmeister.
Im Laufe seiner Karriere nahm Grünfeld bisher an neun Schacholympiaden teil. Sechsmal startete er dabei für Israel und seit 2010 für den Verband der Gehörlosen (ICCD): 1978 in Buenos Aires (+2 =7 −0), 1980 in Valletta (+6 =2 −3), 1982 in Luzern (+2 =7 −2), 1984 als Mannschaftskapitän in Thessaloniki (+3 =4 −4), 1990 in Novi Sad (+0 =5 −3), 1992 in Manila (+4 =4 −1), 2010 in Chanty-Mansijsk (+5 =1 −1), 2012 in Istanbul (+3 =5 −2) und 2014 in Tromsø (+3 =3 −3). Dabei sicherte er sich insgesamt 47 Punkte aus 88 Partien.
Im Juni 2010 nahm er mit dem israelischen Team an der 16. ICSC-Schacholympiade der Gehörlosen in Estoril, Portugal teil, die er mit +5 =0 −4 auf dem achten von 17 Rängen beendete. Knapp ein Jahr später führte Grünfeld die Mannschaft des Gehörlosenvereins OASIS aus Bat Jam im Juni 2011 zu den 20. Mannschaftseuropameisterschaften der Gehörlosen in Liverpool, wo das Team mit +2 =2 −3 den siebten von zehn Plätzen belegte. Im Mai 2010 wurde Grünfeld erstmals in die ICSC-Weltrangliste aufgenommen und belegte auf Anhieb die erste Position. Damit löste er den langjährig führenden Italiener Duilio Collutiis ab, mit dem er sich seitdem an der Spitze abwechselte. Noch immer (Stand: April 2021) ist Grünfeld Weltranglistenführender.
Seine höchste Elo-Zahl von 2550 erreichte er im Juli 1986, Januar 1988 und Juli 1994.
| Die zur Anzeige dieser Grafik verwendete Erweiterung wurde dauerhaft deaktiviert. Wir arbeiten aktuell daran, diese und weitere betroffene Grafiken auf ein neues Format umzustellen. (Mehr dazu) |

## Erfolge (Auswahl)
National
- 1974: Israelische Juniorenmeisterschaft
- 1982: Israelische Meisterschaft
- 1990: Israelische Meisterschaft

International
- 1977: Schachturnier in Netanja
- 1978: Gausdal Classics
- 1979: Internationales Schachfestival Biel/Bienne (Masters Open)
- 1980: Internationales Schachfestival Biel/Bienne (Großmeisterturnier)[9]
- 1981: Edward Lasker Memorial New York City
- 1984: Dortmunder Schachtage
- 1987: Zonenturnier München